# Amphioplus magnificus
Amphioplus magnificus is een slangster uit de familie Amphiuridae.
De wetenschappelijke naam van de soort werd in 1908 gepubliceerd door René Koehler.